# Vanessa Show
Vanessa Show (* 27. September 1950 in La Banda, Provinz Santiago del Estero als José Mussi; † 15. September 2023) war ein argentinischer Filmschauspieler, Model und Transvestit.

## Leben
Mussis Eltern waren Viehzüchter und Fleischer und hatten arabische Wurzeln. Er wuchs in reichen Verhältnissen auf. Sein Großvater stammte aus Alexandria, seine Großmutter aus Marokko. Nachdem sich seine Eltern getrennt hatten, zog er mit 15 Jahren nach Buenos Aires. Bereits während der Militärdiktatur von 1976 bis 1983 trat er als Transvestit auf. Elio Marchi und Miguelito Romano veröffentlichten 2012 eine Autobiografie über Vanessa Show.
Vanessa Show starb im September 2023 im Alter von 72 Jahren.

## Schauspielkarriere
Im Jahr 2009 spielte er in einer Episode der TV-Serie Caiga quien caiga - CQC mit. Zwischen 2011 und 2016 war er viermal Gast in der Talksendung Hechos y protagonistas. 2020 wurde die Dokumentation Bernarda es la patria mit ihm gedreht.